# Longstreet at Seven Pines
Longstreet at Seven Pines è un cortometraggio muto del 1911. Il nome del regista non viene riportato nei credit del film prodotto dalla Champion Film Company di Mark M. Dintenfass.
Il film ricostruisce il ruolo del generale James Longstreet nella Battaglia di Seven Pines (31 maggio - 1º giugno 1862)

## Produzione
Il film fu prodotto dalla Champion Film Company, una compagnia indipendente che Dintenfass aveva fondato nel 1909, stabilendone gli studi a Fort Lee, nel New Jersey.

## Distribuzione
Distribuito dalla Motion Picture Distributors and Sales Company, il film - un cortometraggio di una bobina - uscì nelle sale cinematografiche USA il 12 giugno 1911.